# 1-苯乙炔基金刚烷
1-苯乙炔基金刚烷是一种有机化合物，化学式为C18H20。它可由1-氟金刚烷和(三甲基硅基乙炔基)苯在三(五氟苯基)铝催化下反应制得。它和硫在1,2-二氯苯中反应，可以得到1-金刚烷基苯基二硫杂环丁烯。